# La Tira de Promocions
La Tira de Promocions, más conocida como latira, es una revista cultural de información y servicios del Ripollés (Cataluña). Su contenido es exclusivamente en catalán.

## Historia
En el año 1995 apareció La Tira de Promocions, una revista de ámbito estrictamente comarcal. Tenía un formato A4 y estaba impresa a dos tintas. Actualmente, La Tira es más pequeña que un A5 y está impresa a cuatricomía, editando mensualmente de 6.000 a 7.000 ejemplares que varían de número de páginas según la edición (de 52 a 100 páginas). Se distribuye por todo el Ripollés y también en comarcas vecinas como la Garrocha, el Vallespir u Osona.